# Uravnotežena ishrana
Knjiga Patrika Holforda Biblija optimalne ishrane u poglavlju „Mit o uravnoteženoj ishrani“ opisuje način balansiranja namirnica u ljudskoj ishrani u cilju postizanja zdravijeg načina čivota.
Ljudsko biće je sačinjeno od oko 63 odsto vode, 22 odsto belančevina, 13 odsto masnoće i 2 odsto minerala i vitamina. Konzumiranje najkvalitetnijih namirnica u odgovarajućim količinama pomaže vam da dostignete svoj najviši potencijal zdravlja i vitalnosti, kao i odsustvo svake bolesti.
Današnja ishrana je daleko odmakla od zadovoljavanja idealnih potreba i ravnoteže hranljivih sastojaka. Dok se tokom najvećeg dela istorije čovečanstva desilo vrlo malo sveobuhvatnih promena, u poslednjem veku počeli smo da jedemo više zasićenih masnoća i šećera, a manje skroba(složenih ugljenih hidrata) i polinezasićenih masnoća.

## Masnoća
Postoje dve osnovne vrste: zasićena(čvrsta) i nezasićena masnoća. Konzumiranje zasićenih masnoća nije od suštinskog značaja,niti je idealno konzumirati ih u preteranim količinama. Glavni njihovi izvori su meso i mlečni proizvodi. Postoje i dve vrste nezasicenih masnoća: mononezasićene masnoće, čiji je bogat izvor maslinovo ulje i polinezasićene masnoće, kojih ima u koštunjavim plodovima, semenim uljima i ribi.
Odredjene polinezasićene masnoće, zvane linolna i linoleinska kiselina ili omega-3 i omega-6 ulja, od vitalnog su značaja su za mozak i nervni, imunski i kardiovaskularni sistem i kožu. Uobičajeni znak nedostatka ovih supstanci je suva koža. Optimalna ishrana pruža ravnotežu ovih dveju esencijalnih kiselina. Bundevino i laneno seme bogati su linolnom kiselinom(omega-3), dok su susamovo i suncokretovo seme bogati linolinskom kiselinom(omega-6). Prerađena hrana često sadrži očvrsnute ili “hidrogenisane” polinezasićene masnoće.

## Belančevine
Dvadeset pet aminokiselina- različiti oblici belančevina- jesu gradivni blokovi organizama. Kao što su vitalne za rast i obnavljanje telesnih tkiva, koriste se i za stvaranje hormona, enzima, antitela i pomažu u transportu supstance kroz organizam. Važni su kvantitet i kvalitet belančevina koje konzumirate, s tim što je kvalitet određen njihovom ravnotežom.Belančevine, kao i masti i ugljeni hidrati, sadrže ugljenik, vodonik i kiseonik. Međutim, sve belančevine sadrže nitrogen, a to je elemenat pomoću koga se može proniknuti u funkcije koje jedino belančevine mogu obavljati.
U najkvalitetniju belančevinastu hranu, kada govorimo o aminokiselinama spadaju jaja, kinoa,soja, meso, riba, pasulj i sočivo.

## Ugljeni hidrati
Osnovno gorivo za organizam, ugljeni hidrati, dolazi u dva oblika: „brzo-oslobađajući”, kao što su oni u šećeru, medu, sladu, slatkišima i najvećem delu prerađenih namirnica i „sporo-oslobađajući“ kao što su oni u integralnim žitaricama, povrću i voću.
Neprestana upotreba brzo-oslobađajućih ugljenih hidrata može dovesti do složenih simptoma i zdravstvenih problema. Osobe sa zdravstvenim problemima povezanih sa glukozom valjalo bi da konzumiraju minimalne količine nekih vrsta voća, kao što su banane, urme... Namirnice sa sporo-oslobađajućim ugljenim hidratima-sveže voće, mahunarke i integralne žitarice-trebalo bi da sačinjavaju dve trećine vašeg jelovnika, ili oko 70% vaših ukupno unetih kalorija.

## Vlakna
Afrikanci iz ruralnih područja konzumiraju oko 55 grama prehrambenih vlakana dnevno, u poredjenju sa svega 22 grama koliko se prosečno unosi u Ujedinjenom Kraljevstvu, i imaju najnižu stopu pojave crevnih oboljenja kao što su:
- apendicitis(zapaljenje slepog creva)
- divertikulitis(zapaljenje divertikuluma)

Idealna količina ne bi smela da bude manja od 35 grama dnevno. Unošenje te količine vlakana nije nikakav problem-vlakna apsorbuju vodu u dogestivnom traktu, čineći da njegov sadržaj rastresitijim i lakše pokretljivim kroz organizam.

## Voda
Dve trećine ljudskog tela sastoji se od vode koja je, prema tome naš najvažniji sastojak. Organizam dnevno gubi oko 1,5 litara vode kroz kožu i pluća, kao i kroz creva(putem bubrega)u vidu urina čime se obezbeđuje eliminisanje toksičnih supstanci. Takođe dnevno proizvodimo oko četvrt litra vode u procesu „sagorevanja“ glukoze u energiju. Prema tome, minimalna količina vode iz hrane i pića mora da bude više od jednog litra dnevno. Idealna dnevna količina bi bila oko 2 litra.
Voće i povrće sastoje se od oko 90% vode. Taj oblik vode organizam vrlo lako apsorbuje i iskorišćava, snabdevajući se istovremeno visokim procentima vitamuna i minerala sadržanih u tim namirnicama.
Alkohol, čaj i kafa prouzrokuju gubitak vode iz organizma, zbog čega se ne ne preporučuju kao način unosa tečnosti. Pored toga, lišavaju organizam vrednih minerala.

## Vitamini
Mada su organizmu potrebni u mnogo manjim količinama nego masnoća, belančevine ili ugljeni hidrati, vitamini nisu ništa manje važni. Oni pobuđuju enzime, koji zauzvrat odrađuju sve telesne procese. Vitamini su potrebni za očuvanje hormonske ravnoteže, proizvodnju energije, jačanje imunološkog sistema, stvaranje zdrave kože i zaštitu arterija;od vitalnog su značaja za mozak, nervni sistem i gotovo sve telesne procese. Vitamini A, C i E su antioksidansi: usporavaju proces starenja i štite organizam od kancera, srčanih oboljenja i zagađenja. B i C vitamini su životno važni za pretvaranje namirnica u mentalnu i fizičku energiju. Vitamin D kojeg ima u mleku, jajima, ribi i mesu, održava pod kontrolom ravnotežu kalcijuma.

## Spoljašnje veze
1. Ljudska ishrana
2. Hrana bogata ugljenim hidratima